# Tylophora nikoensis
Tylophora nikoensis là một loài thực vật có hoa trong họ La bố ma. Loài này được (Franch. & Sav.) Matsum. miêu tả khoa học đầu tiên năm 1912.